# Benagues
Benagues (okzitanisch Benagas) ist eine französische Gemeinde mit 502 Einwohnern (Stand 1. Januar 2022) im Département Ariège in der Region Okzitanien. Sie gehört zum Arrondissement Pamiers und zum Kanton Pamiers-1.
Nachbargemeinden sind Pamiers im Norden, Saint-Jean-du-Falga im Osten, Varilhes im Südosten, Rieux-de-Pelleport im Süden und Saint-Bauzeil im Westen.

## Weblinks

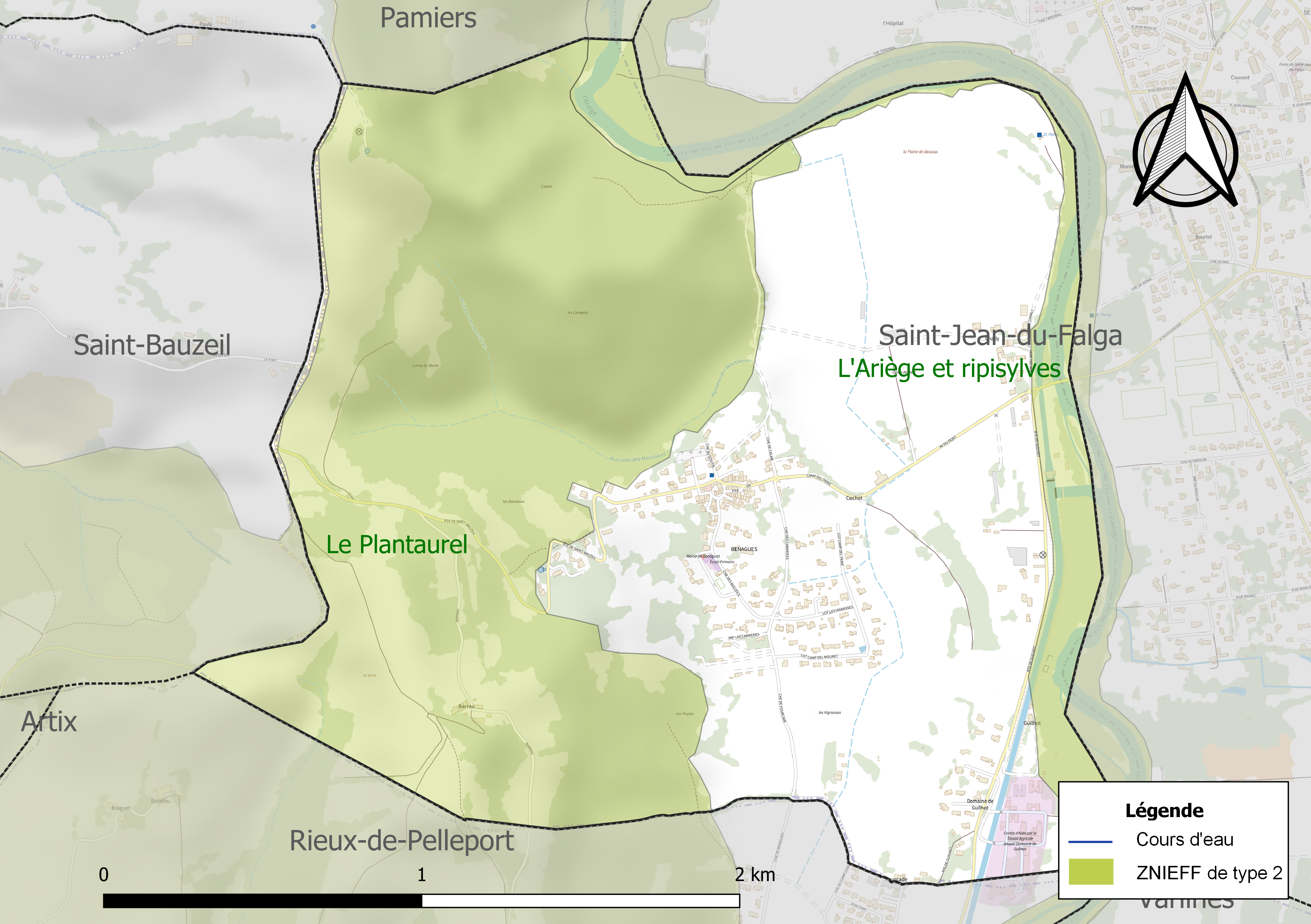
Lage

## Bevölkerungsentwicklung
| Jahr      | 1962 | 1968 | 1975 | 1982 | 1990 | 1999 | 2008 | 2019 |
| --------- | ---- | ---- | ---- | ---- | ---- | ---- | ---- | ---- |
| Einwohner | 148  | 143  | 166  | 176  | 285  | 329  | 467  | 527  |